# Михеевский сельсовет (Оренбургская область)
Михеевский сельсовет — сельское поселение в Северном районе Оренбургской области Российской Федерации.
Административный центр — деревня Ремчугово.

## История
Статус и границы сельского поселения установлены Законом Оренбургской области от 2 сентября 2004 года № 1424/211-III-ОЗ «О наделении муниципальных образований Оренбургской области статусом муниципального района, городского округа, городского поселения, установлении и изменении границ муниципальных образований».

## Население
| 2010 | 2012 | 2013 | 2014 | 2015 | 2016 | 2017 |
| ---- | ---- | ---- | ---- | ---- | ---- | ---- |
| 215  | ↘198 | ↘189 | ↗374 | ↘356 | ↘342 | ↘325 |
| 2018 | 2019 | 2020 | 2021 |      |      |      |
| ↘312 | ↘301 | ↗304 | ↘285 |      |      |      |

## Состав сельского поселения
| № | Населённый пункт | Тип населённого пункта          | Население |
| - | ---------------- | ------------------------------- | --------- |
| 1 | Красный Холм     | посёлок                         | 3         |
| 2 | Куликовка        | посёлок                         | 0         |
| 3 | Медведка         | посёлок                         | 4         |
| 4 | Михеевка         | деревня                         | 70        |
| 5 | Новая Самара     | посёлок                         | 0         |
| 6 | Новополтавка     | посёлок                         | 4         |
| 7 | Ремчугово        | деревня, административный центр | 134       |
| 8 | Стародомосейкино | село                            | 232       |